# Lâm Vỹ Dạ
Lê Thị Vỹ Dạ, thường được biết đến với nghệ danh Lâm Vỹ Dạ (sinh ngày 1 tháng 9 năm 1989), là một nữ diễn viên, nghệ sĩ hài kiêm người dẫn chương trình truyền hình người Việt Nam. 
Là diễn viên hài quen thuộc của sân khấu kịch Nụ cười Mới, khán giả biết đến cô qua những tiểu phẩm diễn cùng Trường Giang và với vai trò phó phòng (mùa 3-5) cũng như trưởng phòng (kể từ mùa 6) trong chương trình Ơn giời cậu đây rồi!.. Cô hiện là nữ nghệ sĩ hài được rất nhiều khán giả yêu mến bởi lối diễn xuất duyên dáng cùng gương mặt xinh đẹp dễ thương, đặc biệt là tính cách luôn hết mình trong các chương trình. Trong suốt sự nghiệp của mình, Lâm Vỹ Dạ đã hai lần liên tiếp nhận được giải Mai Vàng ở hạng mục Nghệ sĩ hài được yêu thích nhất năm 2018 và 2019.

## Tiểu sử
Từ năm 2004 đến 2008, Lâm Vỹ Dạ học khóa Diễn viên kịch và điện ảnh tại trường Cao đẳng Sân khấu Điện ảnh TP.HCM.
Cô là diễn viên quen thuộc tại sân khấu Nụ cười Mới của cố nghệ sĩ Hữu Lộc.
Lâm Vỹ Dạ có tham gia gameshow Đấu trường tiếu lâm ở đội Đức Thịnh.
Cô còn làm huấn luyện viên cho chương trình Tiếu lâm tứ trụ nhí mùa đầu tiên trên kênh THVL1.
Cô sau đó được mời làm MC hiện trường các tỉnh thành phía Nam của Vì bạn xứng đáng từ ngày 21/4/2019.

## Đời tư
Lâm Vỹ Dạ và nghệ sĩ Hứa Minh Đạt kết hôn vào ngày 30 tháng 7 năm 2010. Họ đã có hai con trai là Hứa Lê Khôi Vỹ (Bánh Mì - sinh năm 2011) và Hứa Lê Khôi Nguyên (Xá Xị - sinh năm 2013). Trước khi kết hôn với Hứa Minh Đạt, cô từng có mối tình với nghệ sĩ hài Anh Đức.

## Phim ảnh/MV

### Phim truyền hình/Sitcom
| Năm  | Tựa phim                               | Vai diễn          |
| ---- | -------------------------------------- | ----------------- |
| 2005 | Vòng Xoáy Tình Yêu - HTV (tập 28 - 29) | Y tá Hồng         |
| 2016 | Già Néo Đứt Dây - HTV                  | Người mẫu Lệ Hằng |
| 2016 | Soi Mình Trong Gương - THVL            |                   |
| 2016 | Ai Chẳng Thích Đùa - HTV (tập 6, 34)   |                   |
| 2017 | Nhật Ký Vợ Chồng Son - HTV             | Duyên             |
| 2017 | Biệt Đội Siêu Hài - HTV                |                   |
| 2017 | Cao Ốc Ảo Diệu - VTV9                  | Kiều Ngân         |
| 2018 | Bí Mật Quý Ông - THVL                  | Chà               |
| 2019 | Cà Phê Tử Tế - VTV9                    | Tư tử tế          |
| 2022 | Gia đình khó dễ                        | Liên khó          |

### Phim điện ảnh
| Năm  | Tựa phim                        | Vai diễn        |
| ---- | ------------------------------- | --------------- |
| 2013 | Nhà Có 5 Nàng Tiên              | Con dâu bà Chín |
| 2016 | Cho Em Gần Anh Thêm Chút Nữa    | Cô thủ thư      |
| 2017 | Nàng Tiên Có 5 Nhà              | Cô bán vé số    |
| 2018 | Đích Tôn Độc Đắc                | Vợ Bảo Long     |
| 2018 | Lộ Mặt                          | Mẹ Trâm         |
| 2019 | Nhân Duyên: Người Yêu Tiền Kiếp |                 |
| 2024 | Kính vạn hoa: Bắt đền con ma    | Thím Năm Sang   |

### Web Drama
- Người Dưng Khác Họ 2 (phim ca nhạc)
- Giải Cứu Mommy (tập 2, 3) - vai Tư Chuối
- The Call: Cuộc Gọi Bất Khả Thi (tập 3)
- Tui là Tư Hậu (tập 6)
- Tôi là Lụa - I'm Lua
- Tấm Cám: Chuyện Huỳnh Lập Kể (phần 3) - vai mẹ Tấm
- Rượu Cưới Ngày Xuân (phim ca nhạc)
- Giải Cứu Tiểu Thư (phần 4)
- Phượng Ruồi (phim ca nhạc)
- Bố già (tập 1)

### MV
- Xuân Quê Tôi - Hồ Việt Trung (2018)
- Mùa Xuân Xa Quê (2019)
- Sáng nắng, Chiều mưa, rồi làm sao? (2020)
- Dọn sạch giận hờn đón tết vui - Surf (2020)
- Vợ chồng son (2020)
- Tình Yêu là chuyện nhỏ
- Hoa giấy(2023)

## Giải thưởng và đề cử
| Năm  | Giải Thưởng                       | Hạng Mục                             | Tác Phẩm Đề Cử        | Kết Quả   |
| ---- | --------------------------------- | ------------------------------------ | --------------------- | --------- |
| 2018 | Giải Mai Vàng                     | Diễn viên hài                        | 7 nụ cười xuân        | Đoạt giải |
|      | Giải Mai Vàng                     | Top 10 nghệ sĩ và 3 tác phẩm của năm |                       | Đoạt giải |
| 2019 | Giải Mai Vàng                     | Diễn viên hài                        | Ơn giời, cậu đây rồi! | Đoạt giải |
| 2019 | Giải Mai Vàng                     | Top 10 nghệ sĩ của năm               |                       | Đoạt giải |
| 2020 | Giải Mai Vàng                     | Diễn viên hài                        | Ơn giời, cậu đây rồi! | Đề cử     |
| 2021 | Giải Mai Vàng                     | Diễn viên hài                        | Táo quân 2021         | Đề cử     |
| 2022 | Giải Mai Vàng                     | Diễn viên hài                        | 7 nụ cười xuân        | Đề cử     |
| 2024 | Liên hoan Sân khấu TP.HCM (lần I) | Huy chương vàng                      | Đứt dây tơ chùng      | Đoạt giải |